# Anthomyzinae
Anthomyzinae – podrodzina muchówek z podrzędu krótkoczułkich i rodziny Anthomyzidae.
Muchówki o smukłym ciele długości od 1,3 do 4,5 mm, dość krótkich odnóżach i zwykle wąskich i długich skrzydłach, które jednak mogą być u niektórych gatunków skrócone lub zredukowane. Od siostrzanych Protanthomyzinae wyróżniają się głównie chetotaksją: pojedynczym rządkiem szczecinek pozaocznych, pojedynczą szczecinką propleuralną, pojedynczą szczecinką zaskrzydłową, dwoma długimi szczecinkami sternopleuralnymi, a szczecinkami mezopleuralnymi zredukowanymi do mikroszczecinek lub całkiem zanikłymi. Ponadto cechują je zwykle dłuższe o zredukowanej żyłce subkostalnej i kolankowato zgięte czułki
Takson kosmopolityczny. Z Polski do 2001 wykazano 11 gatunków (zobacz: Anthomyzidae Polski).
Dotychczas opisano ponad 100 gatunków z tej podrodziny, ale ich faktyczna liczba może być czterokrotnie większa. Należą tu wszystkie współczesne Anthomyzidae. Grupuje się je w 22 rodzajach:
- Amygdalops Lamb, 1914
- Anagnota Becker, 1902
- Anthomyza Fallén, 1810
- Apterosepsis Richards, 1962
- Arganthomyza Roháček, 2009
- Barbarista Roháček, 1993
- Carexomyza Roháček, 2009
- Cercagnota Roháček & Freidberg, 1993
- Chamaebosca Speiser, 1903
- Epischnomyia Roháček, 2006
- Fungomyza Roháček, 1999
- †Grimalantha Roháček, 1998
- Ischnomyia Loew, 1863
- Margdalops Roháček & Barraclough, 2003
- Mumetopia Melander, 1913
- Paranthomyza Czerny, 1902
- Receptrixa Roháček, 2006
- Santhomyza Roháček, 1984
- Stiphrosoma Czerny, 1928
- Typhamyza Roháček, 1992
- Zealantha Roháček, 2007